# Viticoltura in Algeria

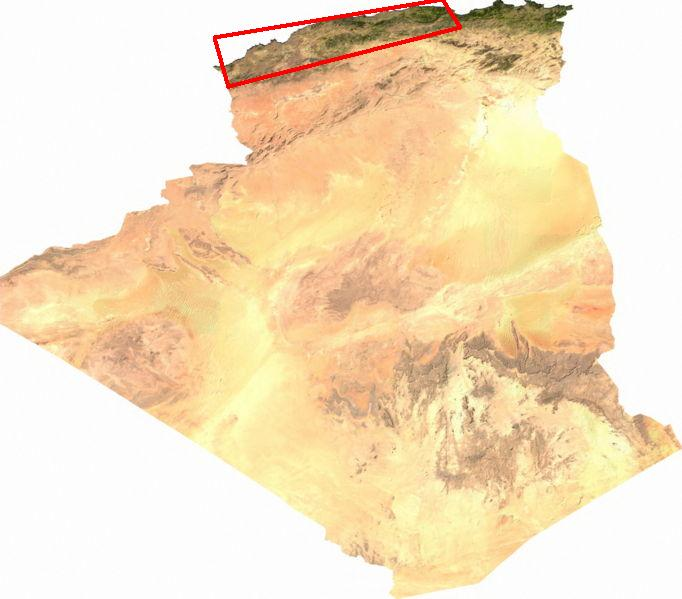
In rosso la principale area di produzione vitivinicola algerina.

La viticoltura in Algeria è l'insieme delle attività di coltivazione di uva e produzione di vino svolte nel paese africano. La storia vitivinicola dell'Algeria risale al suo insediamento da parte dei Fenici e continuò sotto l'impero romano. Prima della guerra d'indipendenza algerina (1954-1962), l'Algeria era il maggior esportatore di vino al mondo, rappresentando quasi due terzi del commercio internazionale totale di vino.
L'Algeria ha una lunga storia di produzione di vino che risale all'epoca romana. Alla fine del XIX secolo, la produzione di vino algerina raggiunse il suo apice e divenne il paese produttore di vino più grande del mondo, con una produzione annuale di oltre 3 miliardi di litri di vino. All'epoca l'Algeria era una colonia francese e gran parte del vino prodotto in Algeria veniva esportato in Francia per essere utilizzato per il taglio con vini francesi.
La maggior parte della produzione di vino algerino si svolge nelle regioni di Mascara, Mostaganem e Tiaret, che si trovano nella parte nord-occidentale del paese. I vitigni più coltivati in Algeria sono Carignan, Grenache, Cinsault e Alicante Bouschet, utilizzati per produrre vini rossi e rosati.
I vini algerini sono noti per il loro colore intenso, l'aroma ricco e il sapore corposo. Il clima e il terreno in Algeria sono particolarmente adatti alla coltivazione dell'uva, con estati calde e soleggiate e inverni miti. Nel 2019 l'Algeria ha prodotto circa 500.000 ettolitri di vino, posizionandosi come uno dei maggiori produttori di vino in Africa. La maggior parte di questo vino viene esportata verso altri paesi, tra cui Francia, Italia e Spagna, dove viene utilizzata per il taglio e venduta con altre etichette.
Con una superficie vitata pari a quella di Germania e Sudafrica, l'Algeria continua a mantenere un'industria vinicola con oltre 70 cantine operative.
Nonostante le sfide che l'industria vinicola algerina deve affrontare, c'è un crescente interesse per la produzione di vini di alta qualità e la promozione del vino algerino come prodotto unico e distintivo. Alcuni produttori stanno sperimentando nuovi vitigni e moderne tecniche di vinificazione, mentre altri si concentrano sulla commercializzazione dei loro vini a un pubblico interno. Di conseguenza, ci potrebbero essere potenzialità di crescita e innovazione per la produzione di vino algerino in futuro.